# Warda Khaldi
Warda Fayrose Khaldi, född 12 januari 1969 i Järfälla församling, är en svensk journalist, redaktör, reporter och chef.
Khaldi har bland annat varit debattredaktör i tidningen Expressen och nöjeschef för Expressen/GT/Kvällsposten. Under åren 2009-2010 var hon en av redaktörerna för tidningen Stockholm City. Chefredaktör och en av grundarna till sajten och communityt Maria Nova. Tidigare redaktör för bland annat filmtidningen Cinema, SVT:s Drama nyheter, tidningen Lag och avtal samt ZTV:s nyhetsprogram för unga. Startade musikbranschtidningen Topp40 tillsammans med Klas Lunding.
Hon har skrivit flera prisbelönta artiklar.